# Octavio Meyran
Pour les articles homonymes, voir Meyran.
Octavio Meyran Sanchez (né en 1948) est un ancien arbitre mexicain de boxe anglaise ayant dirigé plus de vingt championnats du monde dans sa carrière.
Il est principalement connu pour avoir arbitré le championnat du monde unifié des poids lourds entre Mike Tyson, tenant du titre, et un boxeur quasi inconnu James Buster Douglas le 11 février 1990 à Tokyo. Un combat où Tyson subit sa première défaite professionnelle par KO au 10e round et suscite une vive controverse qui mit fin à la carrière de Meyran, certains observateurs considérant que ce dernier a commis une faute en ne déclarant pas Douglas KO à la 8e reprise en évoquant un décompte trop long (14 secondes au lieu des 10 réglementaires).

## Débuts et premiers championnats du monde
La carrière d'arbitre professionnel d'Octavio Meyran débute à la fin des années soixante, le 2 octobre 1968. Le combat entre José Nápoles et Adolph Pruitt organisé le 10 juin 1972 à Monterrey pour le compte des titres WBA et WBC des poids welters est son premier championnat du monde. Il se termine par la victoire de Napoles au second round. Meyran est ensuite l'arbitre de la victoire de Rafael Herrera le 14 avril 1973 qui remporte à cette occasion la ceinture WBC vacante des poids coqs aux dépens de Rodolfo Martinez. Meyran arbitrera le combat revanche entre les deux hommes, le 7 décembre 1974. Le 12 juillet 1975, il dirige le second combat entre José Napoles et Armando Muniz, un championnat du monde WBC des poids welters à Mexico (victoire de Napoles par décision unanime). Le 6 décembre 1975, il arbitre à nouveau José Nápoles face à John H. Stracey : organisé à Mexico, ce championnat WBC des poids welters est remporté par Stracey par KO technique au 6e round et est nommé surprise de l'année 1975. Napoles prend sa retraite après ce combat. Il est également l'arbitre des succès d'Alfonso Zamora, champion WBA des poids coqs, face à Eusebio Pedroza et Hong Soo-hwan en 1976.

## Arbitre de premier plan dans les années 1980
En 1980, Meyran arbitre quatre championnats du monde, Le combat entre Ruben Castillo et Alexis Arguello à Tuscon en Arizona, pour le championnat du monde WBC des super-plumes, (victoire d'Arguello par KO à la 11e reprise)  la revanche entre Matthew Saad Muhammad et John Conteh  à Atlantic City dans le New Jersey. Ce championnat du monde WBC des poids mi-lourds est remporté par Saad Muhammad par KO technique au 4e round, au cours duquel Conteh tombe à terre cinq fois. Trois mois plus tard, il officie à Londres lors du second combat entre le champion unifié WBA et WBC des poids moyens Alan Minter et Vito Antuofermo et surtout lors du deuxième combat entre Sugar Ray Leonard et Roberto Duran au Superdome de la Nouvelle-Orléans le 25 novembre 1980 : vaincu pour la première fois de sa carrière par Duran, Leonard s'impose à l'issue de ce championnat WBC des poids welters par KO technique au 8e round. Ce combat sera plus tard surnommé No Mas en référence aux propos tenus par Duran signifiant son souhait d'abandonner,. Octavio Meyran arbitre ensuite Marvin Hagler, qui s'est entre-temps emparé du titre mondial unifié des poids moyens, lors de ses défenses victorieuses contre Fulgencio Obelmiljas le 17 janvier 1981 à Boston par KO technique au 8e round et contre le boxeur syrien Mustafa Hamsho le 3 octobre 1981 à l'Horizon Arena de Rosemont dans l'Illinois par KO technique au 11e round.
Vient ensuite le combat entre Alexis Arguello et James Busceme en février 1982, à Beaumont au Texas pour le titre WBC des poids légers, (victoire d'Arguello par KO technique à la 6e reprise), le 15 septembre 1982, Meyran arbitre au Madison Square Garden de New-York le combat entre Juan La Porte et le colombien Mario Miranda pour le titre WBC des poids plumes devenu vacant à la suite de la mort tragique de Salvador Sanchez. (victoire de La Porte par KO à la 10e reprise). Le 3 décembre 1982 Octavio Meyran dirige le combat entre Thomas Hearns et Wilfred Benitez au Superdome de la Nouvelle-Orléans pour le titre WBC des poids super-welters, Octavio Meyran inflige un point de pénalité à Hearns à la fin de la 4e reprise pour avoir frappé son adversaire deux fois derrière la tête. Benitez tombe à terre dans la 5e reprise et Hearns dans la 9e reprise. Cela n'empêche pas Hearns de l'emporter aux points par décision majoritaire. Ce combat est le dernier championnat du monde WBC à être disputé en 15 rounds.
En 1983, il arbitre trois nouveaux championnats du monde : le premier des deux combats entre Milton McCrory et Colin Jones, à Reno dans le Nevada, qui se conclut par un match nul, pour le championnat du monde WBC des poids welters, le championnat du monde WBC des super-légers entre Bruce Curry (le frère de Donald Curry) et Hidekazu Akai à Osaka au Japon, le 7 juillet et celui entre deux boxeurs porto-ricains Hector Camacho et Rafael Solis pour le titre WBC des super-plumes. L'année suivante, il est le 3e homme des championnats du monde WBC des poids-plumes entre Juan La Porte, champion WBC de cette catégorie depuis sa victoire contre Miranda  et Wilfredo Gomez, l'homme qui a défendu 17 fois son titre WBC des super-coqs le 31 mars (victoire aux points de Gomez par décision unanime) et celui entre Wilfredo Gomez et Azumah Nelson le 8 décembre 1984 (victoire de Nelson par KO au 11e round). Deux championnats du monde WBC lui sont confiés en 1985 : celui des super-coqs à Mexico entre deux boxeurs mexicains Lupe Pintor, et Juan Meza (victoire aux points de Pintor), et  celui des poids plumes entre Azumah Nelson et Pat Cowdell à Birmingham en Angleterre (victoire de Nelson par KO à la première reprise).
En 1986 et 1988, Meyran dirige deux combats de Donald Curry. Le premier voit la défaite de l'américain le 27 septembre 1986 à Atlantic City par abandon à l'appel de la 7e reprise face au boxeur britannique d'origine jamaïcaine Lloyd Honeyghan lors du championnat du monde unifié des poids welters. Ce combat est nommé surprise de l'année 1986. Le second voit la victoire de Curry lors du championnat WBC des super-welters contre Gianfranco Rosi à San Remo en Italie le 8 juillet 1988. Rosi tombe cinq fois dans ce combat : une fois dans le deuxième round, une autre dans le quatrième, deux fois dans le 7e et une fois dans le 8e. Il abandonne à l'appel du 10e round. Après avoir oublié d'infliger un Knock-down dans la 7e reprise à Rosi Meyran sera accusé par le journaliste Al Bernstein qui commenta ce combat pour ESPN d’être vraiment confus et de ne pas avoir le contrôle dans ce combat

## Arbitre du combat entre Mike Tyson et James Buster Douglas
Octavio Meyran est surtout connu pour avoir été l'arbitre du championnat du monde unifié des poids lourds entre Mike Tyson, alors champion incontesté de la catégorie, et un boxeur inconnu du grand public, James Buster Douglas. Le combat a lieu à Tokyo au Japon le 11 février 1990 (le 10 février aux États-Unis). Octavio Meyran qui officie pour la première et seule fois de sa carrière dans la catégorie des poids lourds. se retrouve arbitrage controversé est à l'origine d'une grosse polémique. À seulement 4 secondes de la fin de la 8e reprise, Mike Tyson, dominé lors des précédents rounds, envoie sur un uppercut du droit son adversaire au tapis.
Le décompte commence et se poursuit durant 14 secondes (au lieu des dix fatidiques qui officialisent le KO). Octavio Meyran commence à compter Douglas à 2 alors que le chronométreur japonais Riichi Hirano placé au bord du ring est déjà à 4. Par ailleurs, il ne demande pas à Douglas, après qu'il s'est relevé, s'il est capable de reprendre le combat. Ce lent décompte permet à Douglas de se relever et le combat se poursuit jusqu'à la 10e reprise où Tyson touché par un uppercut du droit et une série de quatre coups de Douglas va au tapis pour la première fois de sa carrière et ne se relève avec difficulté qu'après le compte de dix. Il perd alors par KO et Douglas devient le nouveau champion du monde unifié des lourds.

### Polémique à l'issue du combat
Ce résultat provoque la colère du promoteur américain Don King (défenseur des intérêts de Tyson) contre l'arbitrage de Meyran et du président de la WBC José Sulaiman et a pour conséquence de faire capoter l'affrontement très attendu pour le titre unifié de la catégorie (programmé le 18 juin 1990 au Trump Plaza d'Atlantic City), entre Mike Tyson et Evander Holyfield, alors challenger no 1 pour la WBA, la WBC et l'IBF.
Lors de la conférence de presse d'après-combat, Octavio Meyran reconnaît son erreur en avouant avoir ignoré le chronométreur et fait son compte personnel Avant de déclarer deux jours plus tard dans une interview à la télévision mexicaine ne pas avoir fait d'erreur et que les règles ne disent pas que l'arbitre doit regarder le chronométreur. À la suite de cette polémique, José Sulaiman déclara (selon Meyran) que ce dernier n'arbitrait plus jamais de championnats du monde, il dirigera malgré tout un championnat du monde WBO des poids mouches entre Isidro Perez et Alli Galvez, à Acapulco le 3 novembre 1990 et arbitra encore quelques combats au Mexique avant de prendre sa retraite d'arbitre en 1994.

### Déclarations postérieures d'Octavio Meyran
Vingt ans après le combat, dans une interview publiée sur le site du journal mexicain la Péninsula Deportiva le 24 février 2010, Octavio Meyran sort du silence et déclare, que pour le combat Tyson-Douglas, il aurait dû recevoir 12 000 dollars, mais qu'il n'a été payé que 2 800 dollars en raison des représailles de Don King et de José Sulaimán et que lorsqu'il est revenu à Los Angeles, Sulaiman lui a conseillé de prendre un blâme pour mauvais comptage.
Cinq ans plus tard, Meyran relance la polémique (Selon lui cinq minutes avant qu'il entre sur le ring du Tokyo Dome José Sulaiman lui a tenu l'épaule et lui a dit : « Si vous voyez Tyson mal en point, soyez gentil avec lui, mais si vous voyez Douglas mal, arrêtez le combat immédiatement), ce à quoi Meyran a répondu je ne ferais jamais ça, je suis un homme honnête et je ne ferais pas ça. en réponse Sulaiman lui aurait dit : "OK, allez sur le ring et faites votre travail du mieux que vous pouvez. ». Une version vivement démentie par le fils de Sulaimán, Mauricio, successeur de son père à la tête de la WBC à la mort de ce dernier en janvier 2014. Meyran ajoute également que certaines personnes lui ont dit qu'ils voulaient faire annuler son billet d'avion du retour pour Mexico (en parlant de José Sulaimán et Don King) et que Sulaiman et le reste de l'équipe de la WBC ne l'ont jamais appelé à nouveau.